# Île Pitt
Pour les articles homonymes, voir Île Pitt (homonymie) et Pitt.
L'île Pitt (en māori Rangi Aotea et en moriori Rangihaute) est une île néo-zélandaise de l'océan Pacifique Sud, la deuxième en superficie de l'archipel des îles Chatham. Située à environ 800 kilomètres à l'est de l'île du Sud et à quelques kilomètres au sud-est de l'île Chatham, elle est la deuxième île habitée de l'archipel.

## Géographie
D'une superficie de 62 km2 et ne comptant qu'une centaine d'habitants, l'intérieur de l'île Pitt est très vallonné et culmine à 241 mètres d'altitude au Waihere. De forme allongée et orientée nord-sud, ses côtes sont majoritairement rocheuses et forment des falaises dans le Sud de l'île.
L'île ne compte qu'une seule route reliant Flower Pot, le principal village, dans le Nord de l'île à la côte Est.

## Histoire
Tout comme le reste de l'archipel, l'île Pitt fut vraisemblablement découverte et peuplée vers l'an Mil par des Polynésiens venus des îles plus au nord ou par des māori venus de Nouvelle-Zélande.
Elle fut redécouverte en 1791 par le capitaine britannique William R. Broughton à bord du HMS Chatham qui prit possession de l'archipel au profit du Royaume-Uni et la baptisa en l'honneur du 1er comte de Chatham et ancien premier ministre britannique William Pitt.